# Ala Challidi
Ala Chalidi to hymn państwowy Tunezji w latach 1958–1987. Muzykę skomponował Salah al-Mahdi, a słowa napisał Dżalal ad-Din Nakkasz.
Hymn został wybrany w konkursie, na który wpłynęły 23 kompozycje muzyczne oraz 53 propozycje słów. Przed przyjęciem zostały one wykonane w rodzinnym mieście ówczesnego prezydenta Habiba Burgiby.

## Oficjalne słowa arabskie
ألا خلّدي يا دمانا الغوالـي     جهــــاد الوطن
لتحرير خضـرائنا لا نبالـي     بأقسى الـمحـــن
جهــــاد تــحـــــلّى بنصـــــر مبيــــــن
على الـغاصبين على الظالـــمين طغاة الزمـــن
نـخـوض اللهيــــب بروح الـحبيب زعيـم الوطن
أرى الحكم للشعب فابنوا لنا     من المجد أعلى صروح تشاد
أجيبوا أجيبوا لأوطاننا     نـداء اﻷخـوة والاتـحـاد
وذودوا العدى عن حمى أرضنا     وكونوا أسودا ليوم الجلاد
ورثنا الجلاد ومجد النضال     وفي أرضنا مصرع الغاصبين
وصالت أساطيلنا في النزال     تـموج بأبطالنا الفاتحين
لواء الكفاح بهذا الشمال     رفعناه يوم الفدى باليمين
شباب العلى عزّنا بالحمى     وعزّ الحمى بالشباب العتيد
لنا همّة طالت اﻷنجما     تعيد المعالي وتبني الجديد
فحيّوا اللّوا خافقا في السّمـا     بعزّ وفخر ونصر مـجـيد

## Transliteracja łacińska oficjalnych słów
'Ala khallidi ya dimana-l-ghawali jihad al-watan
Litahriri khadhra'ina la nubali bi'aqsa-l-mihan
Jihadun tahalla binasrin mubin `ala-l-ghasibin `ala-dh-dhalimin
Tughat-iz-zaman
Nakhudh-ul-lahib biruh-il-Habib
Zai`im-il-watan
'Ara-l-hukma li-sh-sha`bi f-abnu lana
Min al-majdi a`la suruhin tushad
'Ajibu 'ajibu li'awtanina
Nida' al-ukhuwwati wa-l-ittihad
Wa dhudu-l-`ida `an hima ardhina
Wa kunu 'usudan liyawm-il-jilad
'Ala khallidi ya dimana-l-ghawali jihad al-watan
Litahriri khadhra'ina la nubali bi'aqsa-l-mihan
Jihadun tahalla binasrin mubin `ala-l-ghasibin `ala-dh-dhalimin
Tughat-iz-zaman
Nakhudh-ul-lahib biruh-il-Habib
Zai`im-il-watan
Warithna-l-jilada wa majd an-nidhal
Wa fi 'ardhina masra`-ul-ghasibin
Wa salat asatiluna fi-n-nizal
Tamuju bi'abtalina-l-fatihin
Liwa'-ul-kifahi bihadha-sh-shamal
Rafa`nahu yawma-l-fida bi-l-yamin
'Ala khallidi ya dimana-l-ghawali jihad al-watan
Litahriri khadhra'ina la nubali bi'aqsa-l-mihan
Jihadun tahalla binasrin mubin `ala-l-ghasibin `ala-dh-dhalimin
Tughat-iz-zaman
Nakhudh-ul-lahib biruh-il-Habib
Zai`im-il-watan
Shabab-ul-`ula `izzuna bi-l-hima
Wa `izzu-l-hima bi-sh-shabab-il-`atid
Lana himmatun talat-il-'anjuma
Tu`id-ul-ma`ali wa tabni-l-jadid
Fahayyu-l-liwa khafiqan fi-s-sama
Bi`izzin wa fakhrin wa nasrin majid